# Санта-Ана (Манила)
Санта-Ана — район города Манила, расположенный на юго-восточном берегу реки Пасиг, ограниченный на северо-востоке городом Мандалуйонг, на востоке — городом Макати, на юго-западе — манильским районом Пако, и на западе Пандаканом.
Санта-Ана принадлежит к 6-му избирательному округу Манилы с 35 барангаями с 95 по 100, барангаями 866 и с 873 по 905. Основываясь на национальной переписи населения 2000 года, Национальное статистическое управление сообщает, что в Санта-Ане насчитывается около 34 694 домохозяйств и приблизительно 83 306 зарегистрированных избирателей на основе общенациональных выборов 2004 года.

## Название
Когда католические миссионеры спросили у туземцев, как называется местность, и указали на берега реки Пасиг. Местные жители ответили «сапа» или тагальским словом, обозначающим болота, думая, что они имеют в виду местность, а не название места.
Отныне францисканские миссионеры посвятили этот район святой Анне, матери Пресвятой Девы Марии, и назвали его Санта-Ана-де-Сапа («Святая Анна Болотная»).

## История

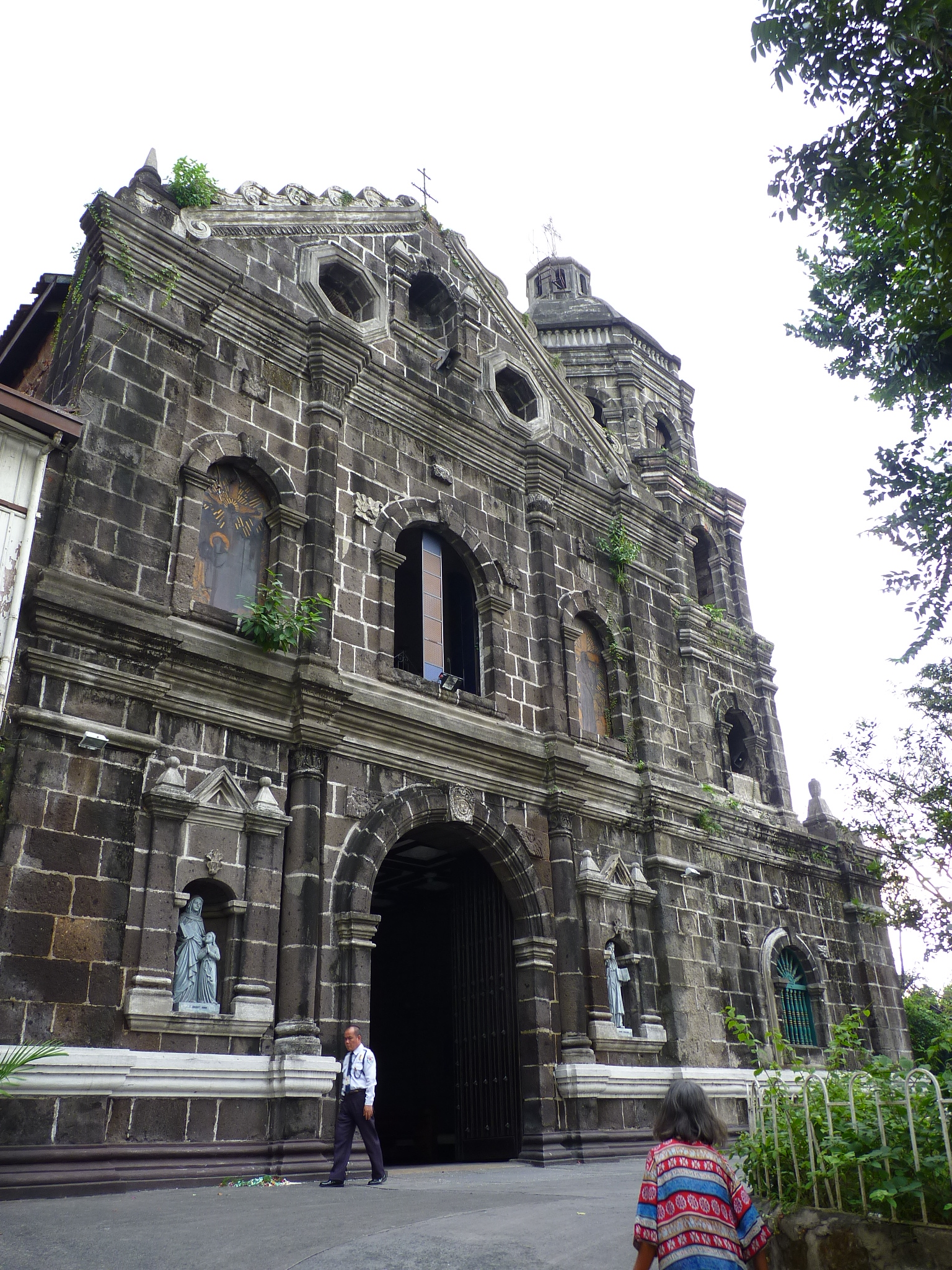
Церковь Санта-Ана

Первоначальным названием района Санта-Ана до прихода испанских конкистадоров было Намаян, небольшое поселение, последними зарегистрированными правителями которого были Лакан Тагкан или Лакантаген, и его жена королева Буван или Боуан («Луна»). Владения мусульманского королевства простирались от нынешних Мандалуйонга, Макати, Пасая до манильского района Пандакан.
Испанцы основали поселения в Санта-Ане, которые служили резиденцией Намаяна, а территория была передана францисканским миссионерам. Они были первыми, кто основал миссию за стенами Интрамуроса, испанского колониального центра власти в Маниле, в 1578 году. Церковь в её нынешнем виде была впервые построена в 1720 году и известна как Национальный храм Богоматери Покинутых (Нуэстра-Сеньора-де-лос-Десампарадос).
Эдмунд Робертс посетил Санта-Ану в 1832 году, написав об этом в своем рассказе о путешествии «Посольство при восточных дворах Кохинхины, Сиама и Маската».

## Достопримечательности
Ветер, дующий с реки Пасиг, а также то, что река была основным маршрутом водного путешествия вокруг Манилы, привели к тому, что в испанский период здесь располагались дома богатых и известных семей. В этих прибрежных домах для отдыха есть веранды и широкие проемы, откуда открывается вид на реку, а также дует ветерок.
Район, даже с его гламурным прошлым, после Второй мировой войны со временем пришёл в упадок, превратившись в плотно заселенный жилой район. В конце концов, старый район домов для отдыха был смешан с другими архитектурными стилями, которые со временем пришли в упадок и сносились, чтобы уступить место современным застройкам.
Благодаря туризму и Фондам Лола Гранде и Сантьяго, Санта-Ана была объявлена объектом наследия. Это означает, что нельзя изменять или сносить какое-либо строение в этом районе без согласия Джеммы Крус Аранета (бывшая мисс Интернэшнл), Сильвии Личауко и Фонда Сантьяго. Все они должны дать согласие перед получением каких-либо разрешений, поскольку они имеют право отзывать разрешения. Они запрещают создание любого бизнеса в этом районе. Более того, никому не рекомендуется покупать дом в этом районе, поскольку никто не имеет права изменять собственность.

### Приход Богоматери Покинутых в Санта-Ане

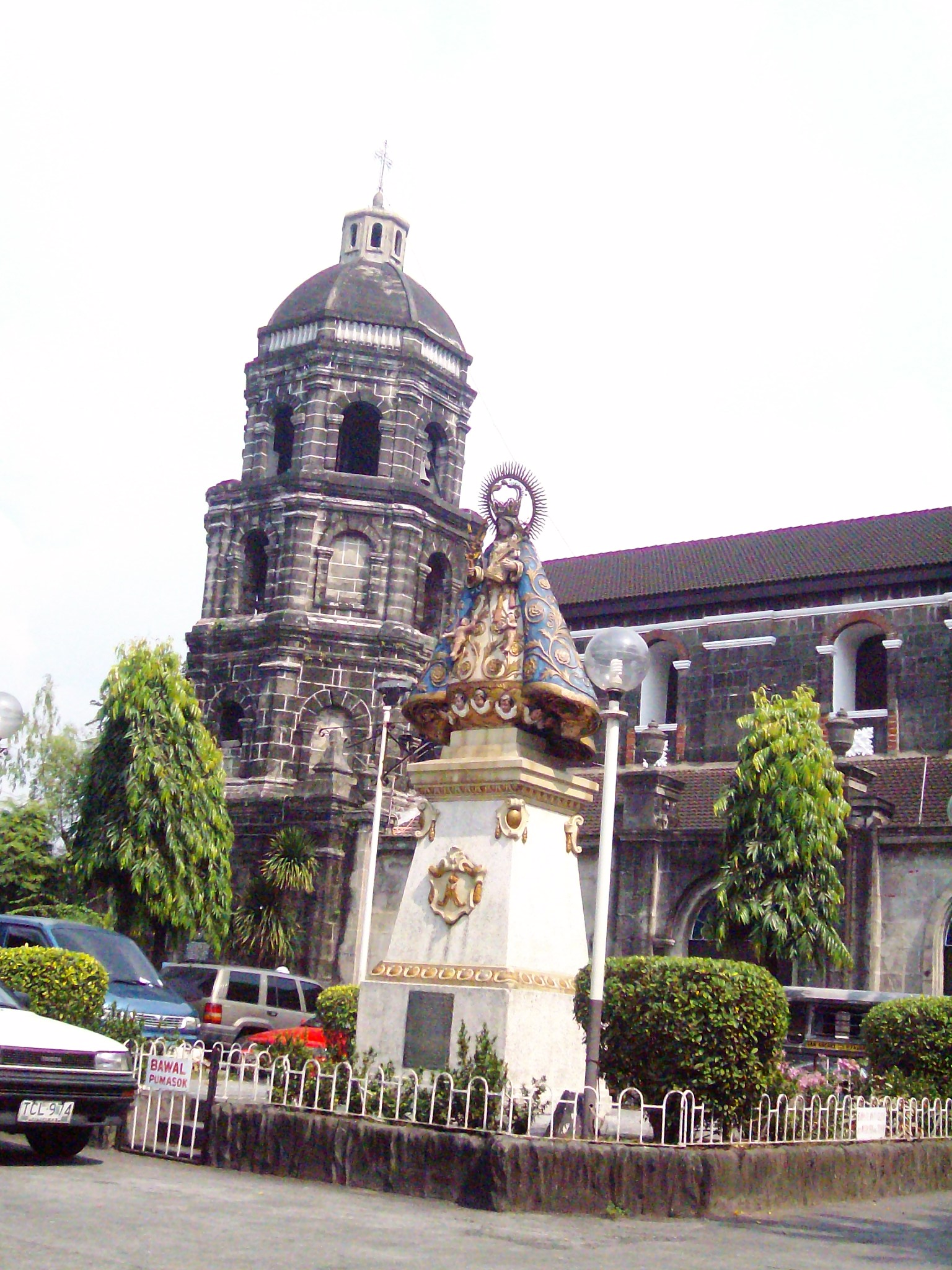
Богоматерь Покинутых на площади Санта-Ана

Церковь Санта-Ана стоит на месте первой миссии францисканцев, основанной за пределами Манилы в 1578 году. Церковь была построена под руководством монаха Висенте Инглес. Первый камень нынешней церкви был заложен 12 сентября 1720 года Франсиско де ла Куэста, тогдашним архиепископом Манилы и исполняющим обязанности генерал-губернатора Филиппин.
В начале 1700-х отец Висенте отправился в Валенсию. Монах был очень очарован знаменитым изображением Богоматери, которое стало большой духовной достопримечательностью в Валенсии. Изображение теперь известно как «Богоматерь Брошенных» (по-испански Nuestra Señora de los Desamparados). Пока отец Висенте был в Валенсии, в 1713 году он решил сделать копию этого изображения, почитаемого в Валенсии, для прихода Санта-Ана, который строился недалеко от Манилы. Благоговейно прикоснувшись копией к оригинальному изображению, монах привез с собой новую копию изображения на Филиппины в 1717 году. Изображение почитается в Санта-Ане почти 300 лет. Со временем приход стал известен как приход Богоматери Покинутых, как и сегодня. Но святая Анна, первоначальная покровительница прихода, не была забыта. Сегодня статуя святой Анны с младенцем Марией рядом с ней все ещё стоит в нише прямо над изысканным изображением Богоматери Покинутых, которую отец Висенте привез из Валенсии.

### Дом-музей Личауко
Дом Личауко был объявлен домом-музеем и открыт для посещения. Любая школа или организация, желающие посетить дом, могут сделать это, поскольку он работает за счет государственного финансирования. Он открыт с 8:00 до 17:00. Сборы минимальны. Любое пожертвование может помочь в поддержании дома, так как необходим капитальный ремонт, чтобы спасти его от дальнейшего разрушения.

### Дом Паскуаля
Дом Паскуаля расположен на улице Карреон, в районе Санта-Ана. Как и многие старые известные дома в районе, этот дом имеет вид на близлежащую реку Пасиг, которая находится на востоке, а также на Эстеро-де-Пандакан, расположенный дальше на северо-востоке.
Дом Паскуаля — это дом в стиле модерн, построенный в апреле 1948 года. В настоящее время в доме проживает его второй владелец, Родольфо К. Паскуаль, который купил недвижимость в 1984 г. Первоначально дом принадлежал Алехандро Вело. По словам его нынешнего владельца, в 1950-х годах дом иногда использовался как площадка для съемок фильмов.
Дом Паскуаля построен в архитектурном стиле модерн. Метод строительства представляет собой смесь железобетона, кирпичной кладки и дерева. Примечательной особенностью экстерьера являются 3 железобетонных пилона на фасаде дома. Мирадор или сторожевая башня также является примечательной чертой экстерьера, украшающей угловую часть всего дома. Вертикальные и горизонтальные элементы дизайна дополняют общий вид дома. В интерьере примечательными особенностями являются встроенные шкафы, ниши и сводчатые потолки. Все в стилизованной геометрической форме. Гранолитный пол все ещё можно найти на первых 3-х ступенях лестницы и ступенях главного входа. Весь первый этаж покрыт плиткой «Мачука». На втором этаже перегородки украшают геометрические стилизованные вентиляционные панели с инициалами первоначального владельца (AV). Вся сантехника осталась с 40-х годов.